# Ныммик, Сулев
Сулев Ныммик (эст. Sulev Nõmmik; 11 января 1931, Таллин — 28 июля 1992, Курессааре) — эстонский режиссёр театра и кино, актёр, сценарист, комик и артист балета. Заслуженный деятель искусств Эстонской ССР (1976).

## Биография
Сулев Ныммик родился 11 января 1931 года в Таллине, его мать была учительницей. До 1936 года носил фамилию Наби. В 1945—1947 годах учился в Таллинском горном техникуме. В 1959 году окончил Таллинское хореографическое училище. В 1960—1964 годах учился в Ленинградском институте театра, музыки и кинематографии на театрально-постановочном факультете. С 1947 по 1951 и с 1954 по 1962 год он был артистом балета в театре «Эстония». В 1962—1992 годах работал в том же театре актёром и режиссёром. Среди наиболее известных его театральных постановок «Muinaslugu muusikas», «Mees La Manchast», «Krahv Luxemburg».
Выступал с комическими эстрадными номерами и фельетонами. Наибольшую известность он получил благодаря своему комическому персонажу Кярна Арни (эст. Kärna Ärni) из вымышленного села Удувере, роль которого он исполнял на радио в 1970—1980-х годах.
Он также был автором сценария, режиссёром и актёром в нескольких эстонских фильмах, среди которых «Мужчины не плачут» (1969), «Молодой пенсионер» (1972), «Вот и мы!» (1979). Сценарии ко многим фильмам писал вместе с Энном Ветемаа.
В 1988 году Сулев Ныммик был награждён премией в области юмора «Meie Mats».
Скончался 28 июля 1992 года в городе Курессааре на острове Сааремаа во время концертного тура. Похоронен на Лесном кладбище Таллина.

## Семья
В 1959 году женился на режиссёре Айли Ныммик. У них родилась дочь Тииа-Маи Ныммик.